# Demian (historieta)
Demian es una historieta italiana de acción y policíaca de la casa Sergio Bonelli Editore, creada por Pasquale Ruju.
Se estrenó en Italia en mayo de 2006 con el episodio titulado "Il ricordo e la vendetta". Fue la segunda miniserie de Bonelli tras Brad Barron; se editaron 18 álbumes más 4 especiales.

## Argumento y personajes
Demian es un francés de poco más de treinta años, alto, de pelo largo y rubio, con raros ojos violeta y el tatuaje de una espada en el pecho. En el pasado fue miembro de una misteriosa casta de caballeros, fundada por su antepasado Lanzarote del Lago: la "Fraternité". Tras el asesinato de su novia, Virginie, Demian falsifica su muerte para escapar al propio destino. Sin embargo, cuando una banda de criminales golpean a Edmond y Viviane Colbert, una anciana pareja que son como padres para él, decide volver a ser un chevalier, un vigilante en defensa de los más débiles.
Su mejor amigo es el contrabandista de origen español Gaston Velasco. Marie, hija de Gaston y de una mujer argelina, pese al trabajo del padre es una inspectora de policía y se siente atraída por Demian. El protagonista puede contar con la ayuda de Tristan, un hombre maduro y elegante con contactos en la política y el servicio secreto, que actúa como puente entre Demian y la "Fraternité".
Las aventuras de Demian se desarrollan en los barrios bajos de Marsella, la campiña francesa y localidades de España, Córcega, África del Norte u Oriente Medio.